# 扎布諾

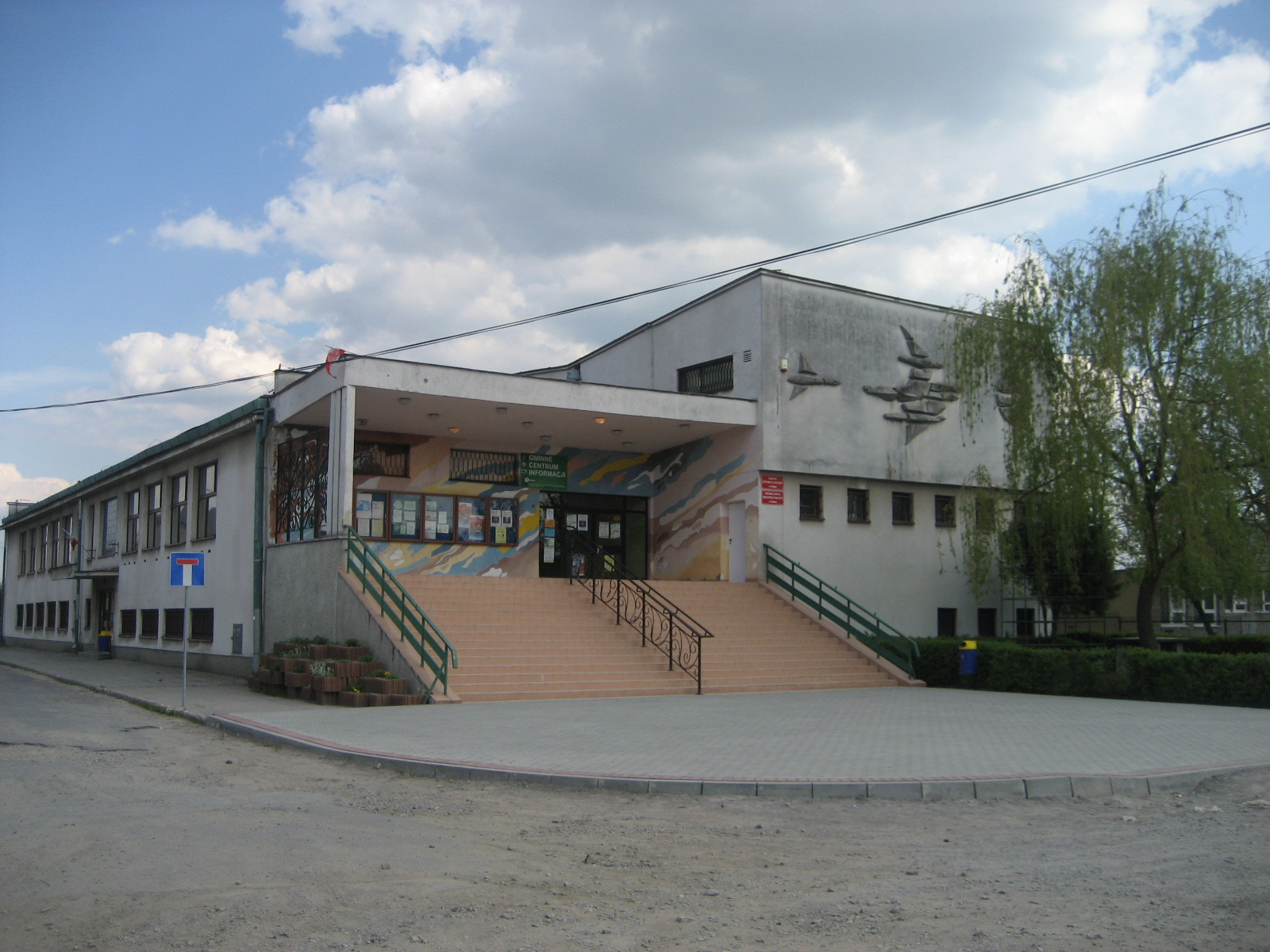

扎布諾是波蘭的城鎮，位於該國東南部杜納耶茨河畔，距離塔爾努夫15公里，由小波蘭省負責管轄，始建於十二世紀，面積11.12平方公里，海拔高度183米，2006年人口4,271。

## 外部連結
- Official website of Żabno （页面存档备份，存于） （波兰語）
- Immigrants from Żabno - club in Chicago （页面存档备份，存于） （波兰語）
- Jewish Community in Żabno （页面存档备份，存于） on Virtual Shtetl

50°07′59″N 20°53′08″E / 50.13306°N 20.88556°E